# Cueva del Boquete de Zafarraya
Cueva del Boquete de Zafarraya är en grotta belägen på södra sluttningen av Sierra de Alhama, på en höjd av 1100 m ö.h., i kommunen Alcaucín (Málaga, Spanien).
Det handlar om en medelstor hålighet vars ingång är belägen över en vasskantad vertikal klippa. Några få meter in delar sig grottan i två gångar: Den första, till vänster, går vertikalt; den högra gången är fylld med lager av arkeologiska rester och har en längd av 16,3 meter. 
Grottan har föreslagits som en Site of Spanish Geological Interest of International Relevance" (Global Geosite) av Spaniens institut för geologiska och gruvor främst för dess paleontologiska lämningar, med benämninge  VP009: Cueva del Boquete de Zafarraya, inom det geologiska delområdet Vertebratavlagringar från den spanska pliocen-pleistocen.

## Historia
Grottan Boquete de Zafarraya upptäcktes 1979 av en grupp från Malaga när de utforskade grottorna i Sierra de Periana (Málaga). Vid de första besöken i grottan hittades flintverktyg och dessa visades upp för forskare vid universitetet i Malaga. 1981–1983 började Cecilio Barroso de första arkeologiska utgrävningarna i grottan. Under dessa grävningar gjordes fynden av de första kvarlevorna av neandertalare. År 1982 fick ett upphittat lårben namnet Zafarraya 1. 1983 fick underkäken beteckningen Zafarraya 2. Käken daterades till en låg ålder av 33 700 B.P.. En datering som senare har blivit ifrågasatt med bestämning till 46 700 B.P.
Mellan 1990 och 1994 bildades en spansk-fransk grupp för utgrävning och studier av denna plats, under ledning av Cecilio Barroso Ruiz och fransmannen Jean-Jacques Hublin. Under de följande grävningarna upptäcktes ett stort antal kvarlevor av neandertalare, liksom en härd vid ingången till grottan. Denna härd gav många fynd av benfragment, som senare visade sig motsvara två lårben och ett skenben av människa. Dessa ben visade spår av kött som avlägsnats med flintverktyg, och att de sedan hade kastats  i elden där de bröts söder och förkolnades. Förutom dessa kvarlevor hittades också tre fragment av käkar, från en manlig individ som också visade spår av bearbetning på liknande sätt. Dessa människoben är goda bevis för att kannibalism utövades av neandertalare i Europa.
Cueva del Boquete de Zafarraya är den fyndplats på iberiska halvön som uppvisat flest kvarlevor av neandertalare. Dessutom har dateringen av dessa kvarlevor visat sig vara av senare datering än i övriga Europa, vilket bekräftar att neandertalarna fortlevde i Andalusien, medan de i resten av Europa ersattes av den moderna människan. Dateringarna är ifrågasatta. I artikeln Boquete de Zafarraya cave skriver författarna:  "Dessa nyare resultat ifrågasätter tydligt inte bara den kronologiska ram som bevisen från mellersta paleolitikum i det spanska medelhavsområdet baserades på, utan också själva existensen av de sista neandertalarna i deras "tillflykt" i södra Iberien."

## Grottans arkeologi och paleontologi

### Jaktstation
Zafarraya-grottan var inte en kontinuerlig boplats, inte ens under säsonger, utan den användes som jaktstation med mänsklig närvaro bara under några dagar eller till och med bara timmar. Noggranna studier av den rumsliga fördelningen av en 1,5 m tjock sedimentation av insamlat material, har gjort det möjligt att särskilja 45 olika nivåer av bosättning, av både människor och köttätare. Dessa noggranna studier av stratigrafin har gjort det möjligt att bestämma hur grottan beboddes under olika långa säsonger. Grottan Boquete de Zafarraya är den plats på den iberiska halvön som har gett det största antalet kvarlevor av neandertalare. 

### Neandertalfossilen
Fossilen från grottan kommer från minst 9 individer varav 2 barn, 14 månader till 12 år, och 7 vuxna, fyra nästan 20 år och två på 25 och 30 år, och en av obestämd ålder. Spädbarn är dåligt representerade och fynden pekar på en hög vuxendödlighet. Mest överraskande är fyndet av 16 fossil i en grotta som bara besöktes sporadiskt av dessa neandertalare. De tillbringade mycket korta perioder på platsen, beräknat som ett par dagar varje gång. 
Anatomiskt  består fossilen av Kraniella element: 2 underkäkar och 5 separata tänder. Underkäken Zaf 2, som upptäcktes 1983, tillskrevs ursprungligen en manlig individ av Homo sapiens neanderthalensis, 25 till 30 års ålder. Käkbenet är praktiskt taget intakt, och har 13 tänder bevarade. Maria Antoinette de Lumley studerade käkbenet ingående och klassificerade det som tillhörande gruppen av klassiska neandertalare. Den andra underkäken var delad i tre delar med brandskador. Alla tre fragmenten är från en vuxen mandibula. Proportionerna och morfologin liknar Zaf. 2. 
Övre extremiteter: består av en scapula (skulderblad), 1 humerus (överarmsben). Fossilet som upptäcktes 1990 utgör del av höger skulderblad, den nedre halvan av glenoidkaviteten. Dess svarta färg tyder också på exponering för eld och hittades också i härden. Jämförande studier med fossil av skulderblad från Krapina visar att benet är inom den manliga variationen. Humerusen upptäcktes 1992 bak i galleriet på en störd ytlig nivå. Benet saknar stratigrafiskt sammanhang. Morfologisk och metrisk analys har benet har tillskrivits neandertalgruppen, men egenskaper som maximal längd, och dålig robusthet pekar också mot moderna människor. Morfologiskt liknar benet neandertalarna från Cova Tossalde la Font och Grotte d’ Hortus. Proportionerna talar för att det var en robust och kvinnlig neandertalare. 
Nedre kroppsdelar: består av 3 lårben, 1 skenben 1 höftben och 1 fot falang. Lårbenet hittades under grävningarna 1982. Fossilet är övre halvan av höger lårben. Lårbenshuvudet och trochanter var brutna. Den första studien av fossilet pekade på att detta var en vuxen neandertalman i åldern 30–49 år. Benet ger en beräknad kroppslängd av 159–162 cm vilket är mycket för en neandertalare. Det finns drag som skiljer från neandertalare men också likheter. De mindre uttalade muskelfästena tyder på att dessa neandertalare var mindre robusta än de klassiska neandertalarna i sydvästra Frankrike och Mellanöstern. Ett andra lårben hittades kraftigt fragmenterat och bränt i härden. Fossilet är skaftet (mellandelen) av vänster lårben. Ytan har rekonstruerats från 11 olika fragment. Tredje lårbenet är en del av diafysen hos höger lårben, rekonstruerat av 9 fragment. Den stora skillnaden i styrka mellan de tre lårbenen kan reflektera sexuell dimorfism, lårbenet nr 1 var från manlig individ medan de andra två lårbenen är från två kvinnor. Delar av ett höger skenben, som satts samman av 10 brända fragment. Bevarat är nedre halvan av skaftet och ett fragment av den övre halvan. Benet kommer  från en gracil individ, vars proportioner tyder på en vuxen kvinna. Falangen som var från höger fot är ofullständig, men var en proximalphalanx i den andra tån på höger fot. Den kommer från en vuxen individ. Höftbenet är välbevarat och tillåter goda undersökningar av symfysen och de horisontella och underliggande grenarna av pubis. Det tillskrivs en manlig individ som uppskattas ha varit 20–21 år gammal.
Thorax: 1 revben hittades vid utgrävningen 1992 i samband med härden. Revbenet är från höger revben C7, med två tredjedelar välbevarade. Det kännetecknas av sin tjocklek, mindre spiralvridning och snett vinklade yta vid basen. Det formade bröstkorgen är mera i öppen form, i motsats till moderna människor. Det tillskrivs en vuxen neandertalman.

### Fauna
Den fauna som hittats i grottan innefattar bland andra iberisk stenbock (Capra pyrenaica), uroxe (Bos primigenius primigenius), kronhjort (Cervus elaphus), vildhäst (Equus ferus), grottlejon (Panthera leo spelaea), brunbjörn (Ursus arctos), asiatisk vildhund (Cuon alpinus), fläckig hyena (Crocuta crocuta), med flera. 90 procent av materialet kommer från iberisk stenbock.

### Klimat
Studier av pollen, träkol, sedimentationen och mikrofaunan har lett till slutsatsen att platsen har haft ett medelhavsklimat med små förändringar under hela avlagringssekvensen, med växlingar mellan våta perioder och mycket torra perioder.

### Arkeologi
Förknippad med dessa äldre lämningar är en typisk moustérien-industri, som genom sina ålderdomliga former visar att det inte har funnits någon påverkan från den moderna människan. På samma sätt visar de faunalämningar som hittats, med en dominans av den iberiska stenbocken, att det var specialiserad jakt som bedrevs på platsen. Att neandertalare bedrev specialiserad jakt tillbakavisar gamla teorier om att neandertalarna inte valde sitt vilt. De arkeologiska utgrävningar har också gett rikligt med material från övre paleolitikum och neolitikum, vilket visar att grottan har haft en långvarig användning.